# Penicillium chrysogenum
A Penicillium chrysogenum a Penicillium rendbe tartozó gomba. Gyakori a mérsékelt és a szubtrópusi égöveken, és meg lehet találni a sózott ételekben, de leggyakrabban belterekben, nyirkos, vízzel elárasztott épületekben lehet vele találkozni. Több faj is tartozik alá, mint a P. notatum, a P. meleagrinum, és a P. cyaneofulvum, de a molekuláris törzsfejlődés kimutatta, hogy ezek külön fajok, valamint szintén külön faj a P. notatum (mely ennek népszerű szinonimája) P. rubens. Ritkán jelzik, hogy ez okozna valamilyen emberi betegséget. Gyakori forrása β-laktám antibiotikumoknak, melyek közül a leggyakoribb a penicillin]. Más metabolitikus  elemek közé tartozik a P. chrysogenum esetében a roquefortine C, a meleagrin, a hriszogin, a 6-MSA az YWA1/melanin, az andrasztatin A, a fungiszporin, a szekalon savalk, mint a szorbicillin, és a PR-toxin.